# Wiesław Dembski (grafik)
Wiesław Dembski (ur. 1933 w Ciechocinku, zm. 1 lipca 2017 tamże) – polski grafik, malarz, profesor w gdańskiej PWSSP.

## Życiorys
Studiował w Państwowej Wyższej Szkole Sztuk Plastycznych w Gdańsku (obecnie: Akademia Sztuk Pięknych w Gdańsku), dyplom w Pracowni Malarstwa prof. Krystyny Łady-Studnickiej w 1958 r. Tytuł profesora uzyskał w 1996 roku w gdańskiej PWSSP. Pracował na uczelni do 2002 roku, jako kierownik Pracowni Grafiki Warsztatowej. Był inicjatorem
wystaw pn. Międzynarodowy Warsztat Grafiki „Mezzotinta” w roku 1984. W latach 1977–1995 kierował Doświadczalną Pracownią Graficzną ZPAP „Oficyna”.